# Vígľašská Huta-Kalinka
Vígľašská Huta-Kalinka és un poble i municipi d'Eslovàquia que es troba a la regió de Banská Bystrica.

## Història
La primera menció escrita de la vila es remunta al 1773.

## Demografia
| Godina             | 1994 | 2004   | 2014   | 2024   |
| ------------------ | ---- | ------ | ------ | ------ |
| Nombre de persones | 384  | 377    | 360    | 339    |
| Diferència         |      | −1,82% | −4,50% | −5,83% |

| Godina             | 2023 | 2024   |
| ------------------ | ---- | ------ |
| Nombre de persones | 341  | 339    |
| Diferència         |      | −0,58% |